# Tolnaftate
Le tolnaftate, est un médicament antifongique de type thiocarbamate.

## Usage médical
C'est un médicament utilisé pour traiter les infections fongiques, notamment l'eczéma, le pied d'athlète, la teigne et le pityriasis versicolor. Il s'applique sur la peau. Il se présente sous forme de crème, de poudre, de spray et de solution.

## Effets secondaires
Les effets secondaires courants comprennent l'irritation de la peau.

## Histoire
Le tolnaftate a été développé vers 1962. Il est disponible sous forme de médicament générique et en vente libre,. Aux États-Unis, un tube de médicament de 28 grammes coûte environ 6 dollar américain à partir de 2021. Il est également disponible au Royaume-Uni sans ordonnance.